# Новая Зеландия на летних Олимпийских играх 1972
Новая Зеландия принимала участие в Летних Олимпийских играх 1972 года в Мюнхене (ФРГ) в четырнадцатый раз за свою историю, и завоевала одну золотую, одну серебряную и одну бронзовую медали. Сборную страны представляли 7 женщин.

## 01!Золото
- Гребля, мужчины — Тони Хёрт, Вибо Велдман, Дик Джойс, Джон Хантер, Линдси Уилсон, Атол Эрл, Тревор Кокер, Гари Робертсон и Саймон Дики.

## 02!Серебро
- Гребля, мужчины — Дик Тонкс, Дадли Стори, Росс Коллиндж и Ноуэл Миллс.

## 03!Бронза
- Лёгкая атлетика, мужчины, 1 500 метров — Род Диксон.

## Результаты соревнований

### Академическая гребля
В следующий раунд из каждого заезда проходили несколько лучших экипажей (в зависимости от дисциплины). В финал A выходили 6 сильнейших экипажей, ещё 6 экипажей, выбывших в полуфинале, распределяли места в малом финале B
Мужчины
| Соревнование | Спортсмены       | Предварительный заезд | Предварительный заезд | Предварительный заезд | Отборочный заезд | Отборочный заезд | Отборочный заезд | Полуфинал | Полуфинал | Полуфинал | Финал   | Финал   | Итоговое место |
| Соревнование | Спортсмены       | Заезд                 | Время                 | Место                 | Заезд            | Время            | Место            | Заезд     | Время     | Место     | Время   | Место   | Итоговое место |
| ------------ | ---------------- | --------------------- | --------------------- | --------------------- | ---------------- | ---------------- | ---------------- | --------- | --------- | --------- | ------- | ------- | -------------- |
| одиночки     | Мюррей Уоткинсон | 3                     | 7:51,29               | 2                     | 3                | 8:11,51          | 3 Q              | 2         | 8:30,88   | 5         | Финал B | Финал B | 10             |
| одиночки     | Мюррей Уоткинсон | 3                     | 7:51,29               | 2                     | 3                | 8:11,51          | 3 Q              | 2         | 8:30,88   | 5         | 8:05,42 | 4       | 10             |